# Valle del Gizio
La Valle del Gizio è una valle dell'Appennino abruzzese, posta nella bassa provincia dell'Aquila, che collega la Conca Peligna a nord con l'altopiano delle Cinquemiglia a sud, passando per i centri abitati comunali di Pettorano sul Gizio e Rocca Pia. Ad est si estende la parte sud-occidentale del parco nazionale della Maiella (Campo di Giove e Cansano), mentre ad ovest oltre la cresta montuosa del monte Genzana si estende la bassa Valle del Tasso-Sagittario, nel tratto corrispondente alle gole del Sagittario. Attraversata per intero dal corso del fiume Gizio a partire dalle sue sorgenti, la parte più elevata della valle racchiude in sé la riserva naturale guidata Monte Genzana e Alto Gizio.